# Alfred Fouquet
Pour les articles homonymes, voir Fouquet.
Alfred Pierre Julien Fouquet, né le 2 octobre 1806 à Redon et mort le 24 juin 1875 à Vannes, est un médecin et écrivain français.

## Biographie
Alfred est le fils de Pierre-Joseph Fouquet (1772-1807), marin, et de Marie-Françoise-Angèle Gayet (1785-1835). Orphelin de père très jeune, il passe son enfance à Redon avec sa mère et sa sœur Émilie, puis entre en pension au collège de Vannes. Pendant sa scolarité, deux fois l'an, il effectue à pied le trajet de 52 km entre les deux villes,  s’arrêtant à l'aller et au retour à l'auberge Saint-Louis (sur la commune de La Vraie-Croix), dont des parents sont propriétaires. Il y découvre des légendes et des chansons populaires qu'il transcrit plus tard dans son ouvrage Légendes, contes et chansons populaires du Morbihan.

### Carrière médicale
Il devient médecin de marine au terme de sa scolarité, élève externe à partir de 1825, élève chirurgien au port de Brest dès 1828, puis chirurgien de troisième classe. Il embarque ensuite pour Alger et Lisbonne, puis démissionne en 1833. Reçu docteur en médecine, il s'installe à Josselin, où il épouse Hyacinthe Marie Legal (1818-1896) et exerce à l'hospice. Nommé médecin adjoint des épidémies de l'arrondissement de Ploërmel en 1837, il s'installe définitivement à Vannes en 1839. Secrétaire du Conseil central d’hygiène et de salubrité du Morbihan et médecin des épidémies de l’arrondissement de Vannes à partir de 1861, il produit de nombreux rapports sur les épidémies successives.

### Érudit et folkloriste
Parallèlement à son activité médicale, il se passionne pour l'archéologie et adhère à plusieurs sociétés savantes (Société polymathique du Morbihan, Société d’agriculture de Vannes, Société des sciences et des lettres de Redon, Société académique de la Loire-Inférieure, Société archéologique du Morbihan). Il est président de la Polymathique à plusieurs reprises à partir de 1864.
Outre différents rapports médicaux sur la rougeole, la scarlatine ou la dysenterie, on lui doit le recueil Légendes, contes et chansons populaires du Morbihan (1857), considéré comme l'un des tout premiers du genre dans le Morbihan, ainsi que plusieurs écrits sur l'archéologie morbihannaise, dont il est l'un des pionniers.